# Winter (delfín)
Winter (c. 10 de octubre de 2005 - 11 de noviembre de 2021) era un delfín hembra nariz de botella que fue rescatada en la Laguna Mosquito, cerca de Cabo Cañaveral, Florida (Estados Unidos), el 10 de diciembre de 2005 y fue acogida por el hospital-acuario de Clearwater Marine Aquarium en la ciudad homónima. La delfín, apodada con el nombre de Winter (‘Invierno’ en inglés), perdió la cola después de enredarse entre las cuerdas de una trampa para cangrejos y tuvo que ser equipada con una prótesis para poder nadar.

## Adaptación al cine
A finales de 2011, la historia de Winter fue dramatizada en la película Dolphin Tale dirigida por Charles Martin Smith, con guion de Karen Janszen y Noam Dromi, basado en el libro Dolphin Tale: The Junior Novel. El filme está protagonizado por Harry Connick, Jr., Ashley Judd y Morgan Freeman. Winter hace de sí misma en la película. En 2013 se confirmó una secuela de esta adaptación cinematográfica.